# Crudaria leroma
The Silver-spotted Grey (Crudaria leroma) là một loài bướm ngày thuộc họ Bướm xanh. Loài này có ở South West Africa, bao gồm Zimbabwe, Mozambique, Botswana và Nam Phi. In South Africa, it is found from the West Cape to the East Cape, KwaZulu-Natal, the Orange Free State, Mpumalanga, the Limpopo Province, the North West Province, Gauteng và the North Cape.
Sải cánh dài 20–32 mm đối với con đực và 25–34 mm đối với con cái. Con trưởng thành bay quanh năm in warmer areas và from tháng 10 đến tháng 3 in cooler areas.
Ấu trùng ăn Acacia karroo, Acacia sieberana, và Elephantorrhiza burkei.